# Cristián Pareto
Cristián Pablo Pareto Vergara (Recoleta, Santiago, 19 de octubre de 1963) es un administrador de empresas y político chileno, militante del Partido Demócrata Cristiano (PDC). Fue alcalde de la comuna de Estación Central y además ejerció como diputado por el Distrito N.°20.

## Biografía
Nació el 19 de octubre de 1963, es hijo del político Luis Pareto González, quien fuera diputado e intendente de Santiago y Carolina Vergara Ayares. Padre de tres hijos. Contrajo matrimonio en 1993 con Ximena Smythe Etcheber y se divorció en 2012.
Realizó sus estudios, en los Colegios Verbo Divino y Miguel Hidalgo de Santiago. Estudió en la Universidad Diego Portales, donde obtuvo el título de Administrador de Empresas.

## Vida política
Siguiendo con la tradición familiar, al igual que su padre ingresó al Partido Demócrata Cristiano (PDC), donde ha sido delegado a la junta nacional y consejero nacional.
También se destaca su participación durante la dictadura militar, en la coordinación de la Asamblea Parlamentaria Internacional por la Democracia en Chile, entre los años 1987 y 1989.
En 1992 asumió como alcalde de Estación Central, siendo el primero en ser electo de manera democrática. Durante su gestión, se destaca el cierre del vertedero Lo Errázuriz y la inauguración del nuevo edificio consistorial, fue reelecto nuevamente en 1996, buscó nuevamente la reelección en las elecciones de 2000, pero derrotado por Gustavo Hasbún, debido al sistema de entonces quedó como concejal, sin embargo renunció a ocupar dicho cargo.
En las elecciones parlamentarias de 2001, fue elegido como diputado por el distrito N.°20, representando a las comunas de Maipú, Cerrillos y Estación Central, para integrar el LI Período Legislativo (2002-2006).
Debido a acusaciones de corrupción por el Caso Coimas, fue desaforado como diputado el 14 de enero de 2003. En 2007 fue condenado a 100 días de presidio remitido e inhabilitación perpetua para ejercer cargos públicos.

## Actividades complementarias
Fue también, vicepresidente de la Asociación Chilena de Municipalidades y vicepresidente de la Federación Mundial de Ciudades Unidas.

## Historial electoral

### Elecciones municipales de 1992
- Elecciones municipales de 1992, para la alcaldía de Estación Central [4]

(Se consideran sólo los candidatos electos al concejo municipal, de un total de 32 candidatos)

### Elecciones municipales de 2000
- Elecciones municipales de 2000, Estación Central, Región Metropolitana, considerando a los candidatos que fueron elegidos para el Concejo Municipal[5]

### Elecciones parlamentarias de 2001
- Elecciones parlamentarias de 2001 para el Distrito 20 (Cerrillos, Estación Central y Maipú)[6]